# Mount-Roe-Nationalpark
Der Mount-Roe-Nationalpark (englisch Mount Roe National Park) ist mit 1.277 km² der größte Nationalpark in dem Schutzgebiet der Walpole Wilderness Area. Er liegt etwa mittig zwischen den drei Orten Walpole, Denmark und Rocky Gully, im Süden von Western Australia. Im Westen grenzt er an den Mount-Frankland-North-, im Osten an den Mount-Lindesay-Nationalpark.
Seinen Namen hat der Park nach dem 319 m hohen Mount Roe, benannt nach John Septimus Roe, dem obersten Landvermesser von Western Australia, der in der ersten Hälfte des 19. Jahrhunderts zahlreiche Expeditionen leitete.
In den höhergelegenen Gebieten findet man einen Großteil der Altbestände von Jarrahwald in dieser Region, in den niedrigen Lagen dominieren Büsche und Heidebewuchs, durchzogen von einem Mosaik aus kleinen Gräben und Bächen. Besonders schützenswert sind auch die Sümpfe und Feuchtgebiete in der Nähe des Mount Soho. Hier leben einige der 13 bekannten Populationen des vom Aussterben bedrohten Sunset Frog (Spicospina).